# Trafność kongruencyjna
Trafność kongruencyjna (inaczej teoretyczna) – stopień, w jakim test psychologiczny może zmierzyć nasilenie hipotetycznej właściwości psychologicznej, o której mają świadczyć odpowiedzi na bodźce testowe.